# Рожанковский, Фёдор Степанович
Фёдор Степанович Рожанковский (англ. Feodor Rojankovsky; 12 [24] декабря 1891, Митава, Курляндская губерния, Российская империя — 12 октября 1970, Бронксвилл, штат Нью-Йорк, США) — русский художник-график, иллюстратор. Во Франции Рожанковский также известен под мононимом Рожан (Rojan).

## Биография
Родился 12 (24) декабря 1891 в многодетной семье директора Митавской гимназии Степана Фёдоровича Рожанковского, выходца из Галиции (тогда Австро-Венгерская империя). Через год отец был назначен директором Ревельской Александровской гимназии и семья переехала в Ревель (ныне Таллин, Эстония). Окончив гимназию в Ревеле, Рожанковский поступил в Московское училище живописи, ваяния и зодчества, где среди его преподавателей были такие художники, как К. А. Коровин и А. М. Васнецов. В августе 1914 года он был мобилизован в связи с началом Первой мировой войны. В 1915 года, находясь после ранения в петербургском госпитале, Рожанковский начал делать первые наброски сцен из военной жизни. После окончания войны он оказался во Львове (тогда – часть Польши); около 1920 года уехал в Познань, где некоторое время в издательстве Рудольфа Вегнера работал главным художником (рисовал карикатуры, рекламные плакаты, брошюры, иллюстрировал книги, разрабатывал журнальные обложки).

### Париж
В 1925 году Рожанковский переехал в Париж. В первый год пребывания во французской столице работы для него почти не было, однако как-то на улице художник встретил своего старого знакомого Сашу Чёрного, который предложил ему проиллюстрировать его книгу, – так появилась «Живая азбука» (1926). Далее последовали «Дневник фокса Микки» (1927) и «Кошачья санатория» (1928) также по произведениям Саши Чёрного, в иллюстрациях которых уже хорошо видны черты стиля Рожанковского: линеарность, минимализм, юмористический подход.
Вехой в карьере Рожанковского стала напечатанная в 1931 г. в издательстве Эстер Аверилл и Лайлы Стэнли «The Domino Press» книга «Даниэль Бун. Знаменитые приключения американского охотника среди индейцев» («Daniel Boone: Historic Adventures of an American Hunter among the Indians») о легендарном американском охотнике времен Войны за независимость США Даниэле Буне. Красочные, с использованием всего нескольких цветов рисунки немедленно сделали книгу невероятно популярной. Смелые иллюстрации, основанные на столкновении ярких цветов, были необычны для французской детской книги того времени. Другим нововведением Рожанковского, обеспечившим успех книги, было оригинальное размещение рисунков и текста. Следующим крупным событием и в творчестве и карьере Рожанковского, и в истории французской детской иллюстрации стала знаменитая ныне серия «Альбомы папаши Бобра», которую в 1931 г. начало печатать издательство «Фламмарион». В общей сложности Рожанковский проиллюстрировал 27 книг, 8 лучших из них принадлежат к малой серии «Le roman de bêtes» («История животных»). К наиболее значимым книгам в серии «папаши Бобра» принадлежат и «Мишка» («Michka», 1941). В «Мишке» автор М. Кольмон делает главным героем игрушечного медведя, которого называет привычным уменьшительно-ласкательным русским именем всех сказочных медведей.
Помимо иллюстрирования детских книг Рожанковский работал и в других направлениях (писал пейзажи, портреты, эскизы женских фигур, занимался рекламой и сатирической иллюстрацией для парижских журналов). Ещё с XVIII в. во Франции существует традиция издания эротической литературы с эротическими иллюстрациями. В 1930-е гг. в Париже очень многие художники, в том числе и художники-эмигранты, зарабатывали этим на жизнь. Рожанковсккий проиллюстрировал полдюжины изданий классических и новых французских эротических произведений, таких как «Vers libres» Раймона Радиге (1926), «Эротические стихи» Пьера Луиса (1937), «Галантные песни» Пьера Жана де Беранже, а также «Учебник вежливости для девочек из частного пансиона» (1926), серию из 30 рисунков, названных «Весенние идиллии» («Idylle printanière», 1936) и др.
В Париже Рожанковский общался с художниками из русского эмигрантского сообщества, например, с Николаем Евреиновым, Алексеем Ремизовым, Мстиславом Добужинским, Марком Слонимом, Иваном Билибиным.

### Нью-Йорк
Летом 1940 г. Париж был оккупирован нацистской Германией, Рожанковский вынужден был перебраться в США. Он отправился в Нью-Йорк по приглашению французского издателя Жоржа Дюпле, который искал художника для только что разработанной им серии «Little Golden Books» совместно с издательством «Саймон и Шустер». В Нью-Йорке Рожанковского давно и хорошо знали – его «Даниэль Бун» и 10 книг из серии «папаши Бобра» были переведены и изданы в Америке ещё в 1930-е гг. Практически сразу же его ожидал успех, критика неизменно хвалила его работы. Первыми книгами в США стали «Сказки матушки Гусыни» («The Tall Book of Mother Goose», 1942), 4 книги с рассказами Р. Киплинга «Сказки просто так» («The Just-So Stories», 1942) и «Книга сказок» («The Tall Book of Nursery Tales», 1944). Основным американским проектом Рожанковского стала серия «Little Golden Books», над которой художник работал в общей сложности около 30 лет и проиллюстрировал не одну книгу из этой серии: «Рассказы о животных» («Animal Stories», 1944), «Гастон и Жозефина» («Gaston and Josephine», 1948), «Три медведя» («The Three Bears», 1948), «Кошачьи истории» («Cat Stories», 1953), «Собачьи истории» («Dog Stories», 1953), «Азбука Рожанковского» («F. Rojankovsky’s ABC», 1970) и др. Успех книг серии «Little Golden Books» основан прежде всего на иллюстрациях Рожанковского, он являлся одним из самых талантливых иллюстраторов, работавших над этой серией. В 1955 г. появилась книга, завоевавшая в следующем году Калдекоттовскую медаль), ежегодно присуждаемую за лучшую детскую книгу с иллюстрациями, – «Сватовство Лягушонка» Джона Лангстаффа. Рожанковский является единственным русскоязычным художником–лауреатом этой престижной американской премии.
Рожанковский никогда не забывал своих корней, он очень активно привлекал в своё творчество русский фольклор – в образах, символах, цветовом решении – даже тогда, когда сама история не имела русских корней. В 1960-х гг. не раз приезжал с туристическими поездками в СССР, из которых неизменно привозил впечатления от новинок советской детской иллюстрации.
В 1968 г. Рожанковский получил американское гражданство, через два года, 12 октября 1970 г. после продолжительной болезни художник умер в своём доме в Бронксвилле. Похоронен Федор Степанович Рожанковский на Вудлонском кладбище, в Бронксе, Нью-Йорк.
- Журналы «Лукоморье» и «Солнце России», 1915-1917 (обложки и иллюстрации)
- Чёрный, С. Живая азбука / рисунки Ф. Рожанковского. – Париж: Издание т-ва «Н.П. Карбасников», 1926.
- «Учебник вежливости для девочек из частного пансиона», 1926
- Журнал «Иллюстрированная Россия», 1926 (обложки и иллюстрации)
- Radiguet, R. Vers libres. – Champigny, [1926].
- Чёрный, С. Дневник фокса Микки / рисунки Ф. Рожанковского. – Париж: Издание автора, 1927.
- Дон-Аминадо. Накинув плащ: Сборник лирической сатиры. – Париж: Нескучный сад, 1928.
- Чёрный, С. Кошачья санатория / рисунки Ф. Рожанковского. – Париж: Издание автора, 1928.
- Русская земля: альманах для юношества (ко дню русской культуры) / под ред. А.М. Чёрного и В.В. Зеньковского; обл. по рис. Ф. Рожанковского. – Paris: Издание Религиозно-педагогического кабинета: YMCA-Press, 1928.
- Еженедельник «Le Rire», 1930–1932 (обложки и иллюстрации)
- Boone, D. Les aventures d’un chasseur américain parmi les Peaux-Rouges / lithographies en couleurs par Fedor Rojankovsky. – Paris: Domino Press, 1931.
- Le Théâtre érotique de la rue de la Santé. – [S. l.], 1932.
- Averill, E., Stanley, L. Powder: The story of a colt, a duchess and the circus / illustrated by Fedor Rojankovsky. – Paris: Domino Press, 1933.
- Rojan. Idylle printanière. – Paris: Henri Pasquinelli, 1933.
- Averill, Esther. Éclair: Histoire d’un cheval, d’un chien de carrosse et des Bohémiens / illustrations de F. Rojankovsky; traduit par Jacqueline André. – Paris: libr. Fischbacher, 1934.
- Averill, E. Flash: The story of a horse, a coach-dog and the gypsies / illustrated by F. Rojankovsky. – Paris: Domino Press, 1934.
- Examen de Flora. – Paris, [1935].
- Р. Радиге, «Vers libres», 1935
- Louÿs, P. Poésies érotiques. – Rome [Paris?], 1937.
- Béranger. Chansons galantes / ornées de 16 aquarelles par Rojan. – Paris: Éditions de la Belle Etoile, [1937].
- Mariotti, J. Les contes de Poindi / illustrés par F. Rojankovsky. – Paris: Delamain et Boutelleau, 1941.
- «Сказки матушки Гусыни» («Tall Book of Mother Goose»), 1942
- Р. Киплинг, «Сказки просто так» («The Just-So Stories»), 1942
- «Книга сказок» («Tall Book of Nursery Tales»), 1944
- Ж. Дюпле, «Гастон и Жозефина» («Gaston and Josephine», серия «Little Golden Books»), 1948
- Les trois ours / images de F. Rojankovsky. – Paris: Éditions Cocorico, 1949.
- Nast, E. R. Notre ami chien / images de Féodor Rojankovsky. – Paris: Éditions Cocorico, 1949.
- Duplaix, G. Gaston et Joséphine / dessins de F. Rojankovsky. – Paris: Éditions Cocorico, 1950.
- Werner, J. Notre ami chien / par Elsa Ruth Nast; images de Feodor Rojankovsky. – Paris: Éditions Cocorico, 1950.
- Le Grand livre des animaux / illustrations de Feodor Rojankovsky. – Paris: Éditions Cocorico, 1951.
- Jackson, K., Jackson, B. Le Grand élephant / illustrations de Feodor Rojankovsky. – Paris: Éditions Cocorico, 1952.
- М. Пришвин, «Кладовая солнца» («The Treasure Trove of the Sun»), 1952
- Le Petit Poucet / illustrations de Feodor Rojankovsky. – Paris: Éditions Cocorico, 1953.
- Э. Коутсворт, Le grand livre des chiens / illustrations de Feodor Rojankovsky. – Paris: Éditions Cocorico, 1954.
- Le Grand livre des chats / illustrations de Féodor Rojankovsky. – Paris: Éditions des Deux coqs d’or, 1954.
- Кодрянская, Н.В., Глобусный человечек / иллюстрации Фёдора Рожанковского. – [Paris: Издание автора, 1954].
- Nina. L’escapade du petit chat / illustrations de Féodor Rojankovsky. – Paris: Éditions des Deux coqs d’or, 1954.
- Choix de textes de l’Ancien Testament / par E.-J. Werner; illustrations de F. Rojankovsky. – Paris: Éditions des Deux coqs d’or, 1955.
- Les Trois ours / illustrations de F. Rojankovsky. – Paris: Éditions Cocorico, 1955.
- Д. Кох, «Я играю на пляже» («I Play at the Beach»), 1955
- Дж. Лангстафф, «Лягушонок женится» («Frog Went A-Courtin'»), 1955
- Perrault, Ch. Le Petit chaperon rouge / illustré par Féodor Rojankovsky. – [Paris]: Éditions des Deux coqs d’or, 1957.
- Duplaix, L. Le petit lapin au nez magique / illustrations de F. Rojankovsky. – Paris: Éditions des Deux coqs d’or, 1958.
- Purcell, J. W. Bébés animaux sauvages / illustrations de F. Rojankovsky. – Paris: Éditions des Deux coqs d’or, 1958.
- Daly, K. N. Bébés animaux sauvages / illustrations de F. Rojankovsky. – Paris: Éditions des Deux coqs d’or, 1959.
- Lockwood, H. Nos oiseaux / par H. Lockwood; illustrations de F. Rojankovsky. – Paris: Éditions des Deux coqs d’or, 1959.
- Watson, J. W. Notre ami chien / images de Feodor Rojankovsky. – Paris: Éditions des Deux coqs d’or, 1959.
- Э. Ренд, «Маленькая река» («The Little River»), 1959
- Д. Варли, «Упавший птенец» («The Whirly Bird»), 1961
- Buell, Ellen Lewis. Le Trésor des «Petits livres d’or» / couverture et gardes de F. Rojankovsky. – [Paris]: Éditions des Deux coqs d’or, 1961.
- Defoe, D. Robinson Crusoé / Adaptation d’Anne Terry White et Anne-Marie Comert; illustrations de Feodor Rojankovsky. – [Paris]: Éditions des Deux coqs d’or, 1961.
- Les animaux et leurs petits / Images de Feodor Rojankovsky. – Paris: Éditions des Deux coqs d’or, 1961.
- Coatsworth, E. J. Le grand livre des chiens / illustrations de Feodor Rojankovsky. – Paris: Éditions O. Z., 1962.
- Douze contes merveilleux / illustrations de Feodor Rojankovsky. – [Paris]: Éditions des Deux coqs d’or, 1962.
- Le grand livre des animaux en liberté / illustrations de Feodor Rojankovsky. – Paris: Éditions O. Z., 1962.
- Le grand livre des chats / illustrations de Feodor Rojankovsky. – Paris: Éditions O. Z., 1962.
- Ф. Рожанковский, «Звери в зоопарке» («Animals in the Zoo»), 1962
- Э.Л. Фишер, «Сверчок в чаще» («Cricket in a Thicket», 1963)
- Memling, C. 10 animaux tout-petits / illustrations de F. Rojankovsky. – Paris: Éditions des Deux coqs d’or, 1963.
- Krinsley, J. Là-haut sur la montagne / illustré par F. Rojankovsky. – Paris: Éditions des Deux coqs d’or, 1964.
- Histoires à la douzaine / par B. et L. Untermeyer; images de E. Orton Jones, H. Knight, R. Scarry, F. Rojankovsky [etc.] – Paris: Editions des Deux coqs d’or, 1965.
- Defoe, D. Robinson Crusoë / adaptation d’Anne-Marie Comert; illustrations de F. Rojankovsky. – Paris: Éditions des Deux coqs d’or, 1965.
- Duplaix, G. (pseud. Ariane). Contes d’animaux / illustrations de Feodor Rojankovsky; traduit et adapté par Anne-Marie Dalmais. – Paris: Éditions des Deux coqs d’or, 1967.
- Ф. Рожанковский, «Звери на ферме» («Animals On the Farm»), 1967 г.
- «Азбука Ф. Рожанковского» («F. Rojankovsky’s ABC», серия «Little Golden Books»), 1970
- Дж. Лангстафф, «Луговая считалочка» («Over in the Meadow»), 1973
- Серия «Albums du Père Castor»:
- Celli, R. Les petits et les grands / dessins de Rojankovsky. – Paris: Flammarion, 1933. – (Albums du Père Castor).
- Lida. Panach, l’écureuil / images de Rojan. – [Paris]: Flammarion, 1934. – (Albums du Père Castor).,
- Reynier, M. En famille / dessins de F. Rojankovsky. – Paris: Flammarion, 1934. – (Albums du Père Castor).
- Lida. Froux le lièvre / images de Rojankovsky. – Paris: Flammarion, (1935). – (Albums du Père Castor).
- Lida. Plouf, canard sauvage / images de Rojan. – [Paris]: Flammarion, [1935]. – (Albums du Père Castor).
- A. B. C. du Père Castor / dessins de Rojan [Rojankowsky]. – Paris: Flammarion, 1936. – (Albums du Père Castor).
- Lida. Quipic le hérisson / dessins de F. Rojankovsky. – Paris: Flammarion, 1937. – (Albums du Père Castor).
- Lida. Martin-pêcheur / images de F. Rojankovsky. – [Paris]: Flammarion, [1938]. – (Albums du Père Castor).
- Colmont, M. Quand Cigalou s’en va dans la montagne / images de F. Rojankovsky. – Paris: Flammarion, 1939. – (Albums du Père Castor).
- Andersen, H. Ch. Ce que fait le vieux est bien fait / adaptation de Marie Colmont; illustrations de F. Rojankowsky. – Paris: Flammarion, 1939. – (Albums du Père Castor).
- Lida. Coucou / illustrations d’apres F. Rojankovsky. – [Paris]: Flammarion, 1939. – (Albums du Père Castor).
- Colmont, M. Michka / dessins de F. Rojankovsky. – [Paris]: Flammarion, 1941. – (Albums du Père Castor).
- Colmont, M. Pic et Pic et Colegram / dessins de F. Rojankovsky. – Paris: Flammarion, 1941. – (Albums du Père Castor).
- François, P. Mes amis / dessins de F. Rojankovsky. – Paris: Flammarion, 1941. – (Albums du Père Castor).
- François, P. Mes amis / images de Rojankovsky. – [Paris]: Flammarion, 1951. – (Albums du Père Castor).
- Lida. Les animaux du zoo / dessins de F. Rojankovsky. – [Paris]: Flammarion, 1941. – (Albums du Père Castor).
- Nelly-Roussel, M. Les oiseaux du zoo / dessins de F. Rojankovsky. – [Paris]: Flammarion, 1941. – (Albums du Père Castor).
- François, P. Drôles de bêtes / dessins de F. Rojankovsky. – [Paris]: Flammarion, 1941. – (Albums du Père Castor).
- Colmont, M. Histoire du nègre Zo’hio et de l’oiseau moqueur / dessins de F. Rojankovsky. – [Paris]: Flammarion, 1942. – (Albums du Père Castor).
- François, P. La Maison des oiseaux / images de F. Rojankovsky. – Paris: Flammarion, 1942. – (Albums du Père Castor).
- François, P. Une histoire de souris / vue par F. Rojankovsky, racontée par Paul François. – Paris: Flammarion, 1942. – (Albums du Père Castor).
- Grimm, J., Grimm, W. Les Musiciens de la ville de Brème / dessins de F. Rojankovsky. – Paris: Flammarion, 1942. – (Albums du Père Castor).
- Perrault, C. Cendrillon / dessins de F. Rojankovsky. – Paris: Flammarion, 1942. – (Albums du Père Castor).
- Nodier, Ch. Histoire du chien de Brisquet / llustrations de F. Rojankovsky. – [Paris]: Flammarion, 1943. – (Albums du Père Castor).
- Le Royaume de la mer / dessins de F. Rojankovsky. – [Paris]: Flammarion, 1948. – (Albums du Père Castor).
- François, P. Drôles de bêtes / images de Rojankovsky. – [Paris]: Flammarion, 1951. – (Albums du Père Castor).
- Lida. Les animaux du zoo / images de F. Rojankovsky. – Paris,) Flammarion, 1951. – (Albums du Père Castor).
- Nelly-Roussel, M. Les oiseaux du zoo / images de Rojankovsky. – [Paris]: Flammarion, 1951. – (Albums du Père Castor).
- Colmont, M. Quand Cigalou s’en va dans la montagne / images de F. Rojankovsky. – [Paris]: Flammarion, 1952. – (Albums du Père Castor).

## Комментарии
1. ↑  Степан Фёдорович Рожанковский (? - 10.06.1897, Ревель). Окончил историко-филологический факультет Императорского Варшавского университета. С 15 июня 1873 года был помощником классного наставника и сверхштатным учителем 1-й Варшавской гимназии. В том же году переведён в Московский учебный округ, преподавателем древних языков Вяземской Александровской гимназии; с 1874 года — в 6-й Московской гимназии, с 1875 года — во 2-й Московской гимназии (учитель и воспитатель при пансионе). Весной 1884 года был преведён в Одесский учебный округ, в 1-ю Кишиневскую гимназию. С июля 1887 года — снова в Московском учебном округе, и.о. инспектора Тверской гимназии, а с 1888 года — на такой же должности в 5-й Московской гимназии. С 14 мая 1887 года — статский советник. С 15 октября 1889 года — директор Митавской гимназии; с 28 ноября 1892 года — директором Ревельской Александровской гимназии. Умер 10 (22) июня 1897 года от сердечного приступа в Ревеле, где и был похоронен 19 июня.
Жена Лидия Киприановна, урожденная Кордасевич; их сыновья: Фёдор и Степан (художник-график).